# Prima Porta

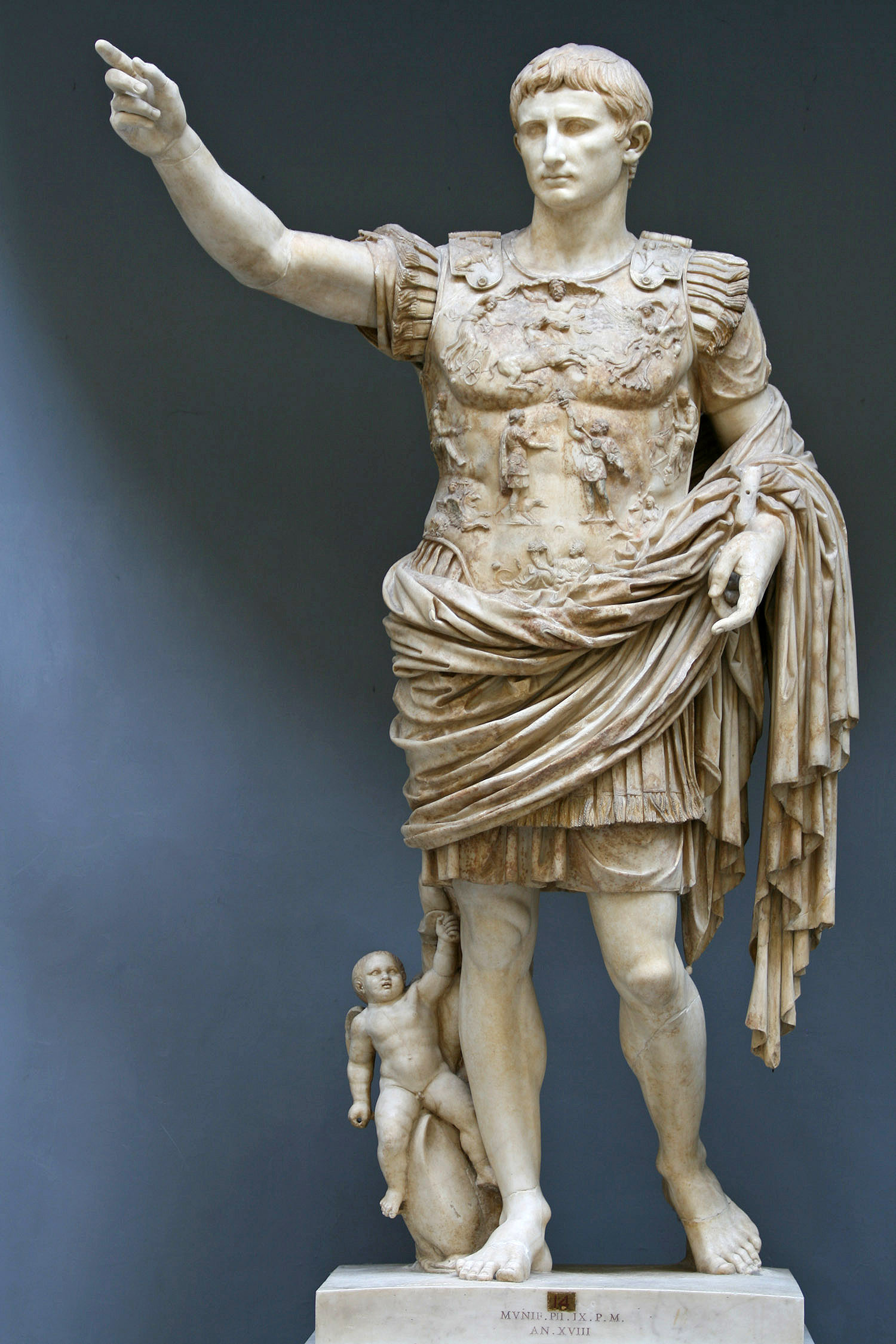
La famosa estatua de Augusto de Prima Porta.

Prima Porta es un suburbio de Roma localizada 12 km al norte de su centro junto a la Vía Flaminia y solo kilómetros fuera del Grande Raccordo Anulare. Está localizada en la ribera derecha del río Tíber donde la Via Tiberina se separa de la Flaminia. La posición era estratégica debido a la presencia de minerales, la confluencia de caminos y su función de entrada norte a Roma. 
Su nombre (Porta) viene de un arco del acueducto que llevaba agua a la Casa de Livia, el cual formaba sobre la Via Flaminia una especia de puerta que mostraba a los viajeros una primera indicación de haber alcanzado Roma (Piperno).
Una de las más famosas estatuas, Augusto de Prima Porta fue hallada en esta área en 1863, hoy está en los Museos del Vaticano.

## La Moderna Prima Porta
La población del Municipio XX, que incluye Prima Porta, era de 146.000 habitantes según censo del 9 de junio de 2008.
Prima Porta fue escenario de unas de las victorias de Constantino sobre el ejército de Majencio en 312 el cual terminó con la Batalla del Puente Milvio. La batalla es mostrada en el friso del Arco de Constantino en Roma. Aquí también se erigió un arco de triunfo.
En los alrededores se encuentra la Casa de Livia, descubierta en 1598. Hoy en día aún siguen las excavaciones en ese lugar. Se pueden visitar algunas habitaciones y observar en el Palazzo Massimo de Roma un hermoso fresco de esta casa.
El municipio también tiene una escuadra de fútbol: El Prima Porta Saxa Rubra
- Datos: Q1760467
- Multimedia: Zona LVIII - Prima Porta / Q1760467